# Stendal
Stendal, Hansestadt Stendal – miasto powiatowe w środkowej części Niemiec, w kraju związkowym Saksonia-Anhalt, siedziba powiatu Stendal, nieoficjalna stolica kraju historycznego Altmark. Liczy 42,7 tys. mieszkańców (2009). Leży w dolinie Łaby, ok. 125 km na zachód od Berlina i ok. 170 km na wschód od Hanoweru. Miasto zachowało cenne zabytki, przede wszystkim gotyckie kościoły i obwarowania. Miejsce urodzenia Johanna Joachima Wickelmanna jednego z pierwszych historyków sztuki.
W mieście znajduje się stacja kolejowa Stendal. W pobliżu miasta znajduje się nieukończona elektrownia jądrowa Stendal.

## Historia
Pierwsza wzmianka o Stendalu pochodzi z 1022 jako Steinedal – wiejska posiadłość klasztoru przy kościele św. Michała w Hildesheim. Miasto założone zostało przez Albrechta Niedźwiedzia w XII wieku. W 1166 otrzymało przywilej targowy na prawie magdeburskim. W XII wieku powstaje parafia św. Jakuba (Jakobi), zaś w 1230 zostaje założony klasztor Franciszkanów. Od XIII wieku wzrasta znaczenie miejscowego mieszczaństwa, powstają gildie, wśród nich cech żeglarzy, który posiadał swoje własne statki handlowe. Z 1283 pochodzi najstarsza wzmianka o kościele NMP (St. Marien), fundacji kupców. Gwałtowny rozwój gospodarczy miasta spowodowało przyjęcie młodego wówczas ośrodka miejskiego do Hanzy. W 1300 r. miasto zostało otoczone murami miejskimi. W 1338 r. przy dzisiejszej ul. Brüderstraße powstaje, szkoła łacińska, która została później zamieniona w gimnazjum. W latach 1373–1415 wraz z Marchią Brandenburską Stendal znajdował się pod panowaniem Królestwa Czech. Od 1488 w mieście działał Joachim Westphal, autor pierwszych drukowanych książek na terenie Marchii Brandenburskiej. W XIV i XV wieku przypada rozwój kulturalny i artystyczny miasta.

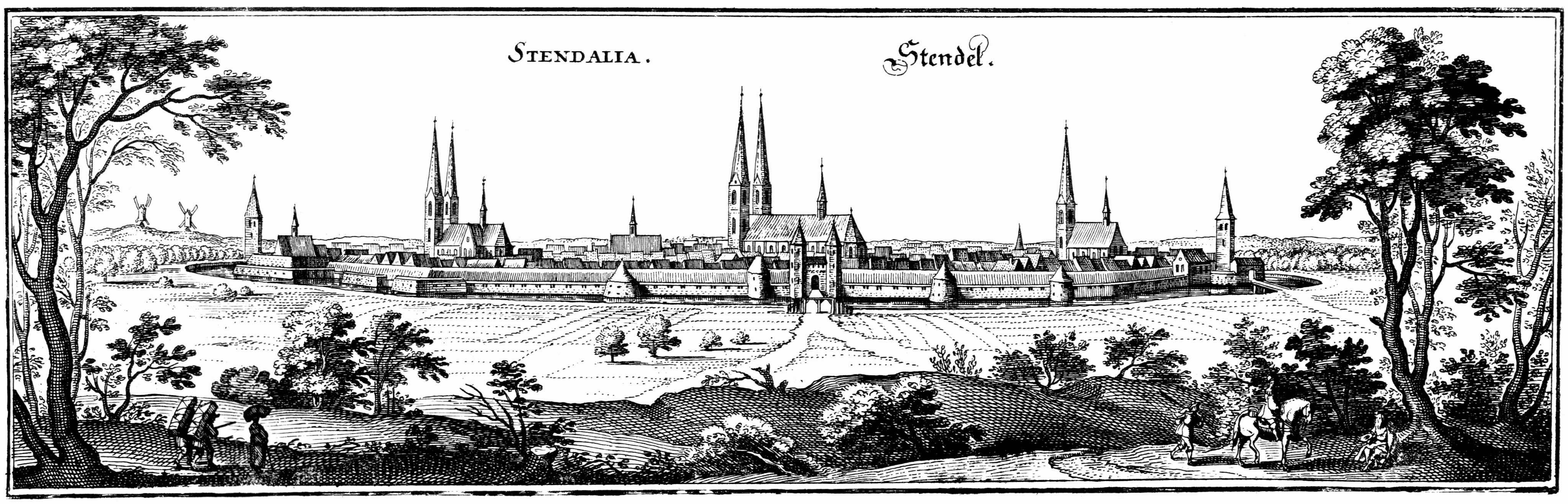
Stendal w 1640

Stendal w 1815 wcielony został do prowincji Saksonia, która weszła w skład Królestwa Prus po wojnach napoleońskich. Od 1949 do zjednoczenia Niemiec w 1990, Stendal znajdował się na terenie NRD.
Pseudonim „Stendhal” Marie-Henri Beyle, pisarza doby romantyzmu jest prawdopodobnie ukłonem w stronę Johanna Joachima Wickelmanna, który urodził się w Stendalu w 1717 r.
15 kwietnia 1999 do miasta przyłączono gminę Bindfelde, jednocześnie rozwiązano wspólnotę administracyjną Stendal.
1 stycznia 2005 do miasta wcielono gminę Jarchau.
Do 31 grudnia 2009 miasto było siedzibą wspólnoty administracyjnej Stendal-Uchtetal, następnego dnia do miasta przyłączono gminy Buchholz, Groß Schwechten, Heeren, Möringen, Nahrstedt, Staats, Uchtspringe, Uenglingen, Volgfelde i Wittenmoor.
29 kwietnia 2010 w granicach miasta znalazła się również gmina Vinzelberg.

## Zabytki

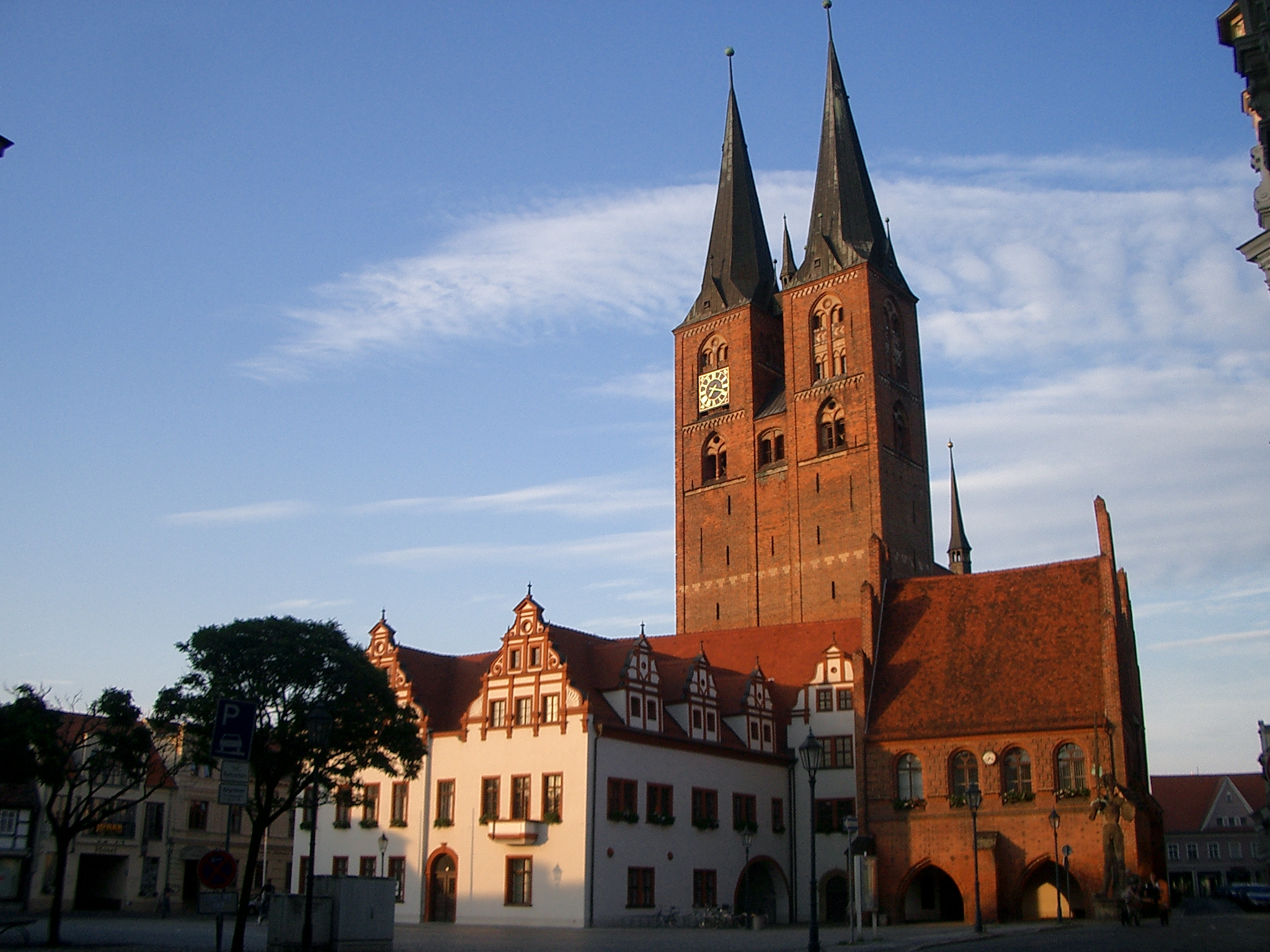
Rynek z ratuszem i kościołem Mariackim (St. Marien)

Stendal jest jednym z ważniejszych zespołów architektonicznych na terenie dawnej Marchii. W skład tego kompleksu wchodzą przede wszystkim dzieła gotyckiej architektury ceglanej i zespoły domów o konstrukcji ryglowej.
- mury obronne z bramami Uenglinger i Tangermünder – prawdopodobnie dzieło S. Boxhede, jednego z ważniejszych architektów gotyku ceglanego, działającego przy budowie i dekoracji ratusza, katedry w Stendalu, oraz obwarowań w Tangermünde i Werben
- ratusz – dwuskrzydłowy gmach z XV – XVI w. Część gotycką tworzy dwukondygnacyjne południowe skrzydło, w dolnej części znajdują się arkadowe podcienia, w górnej dawna sala rady miejskiej. Wewnątrz boazeria z dekoracją figuralną z 1462, wykonane w miejscowym warsztacie, z którym są związane m.in. stalle w pobliskim kościele NMP (St. Marien). Główne skrzydło zostało wzniesione w stylu renesansowym
- katedra św. Mikołaja (St. Nikolaus) – gotycka z XV wieku powstała na miejscu dawnego kościoła, znanego w 1188, do którego w 1258 dobudowano konwent Augustianów. W 1424–1467 powstał obecny kościół w formie trójnawowej hali. Katedra kryje cenne dzieła sztuki z XV wieku, m.in. stalle z dekoracją figuralną, piaskowcowa Grupa Ukrzyżowania z 1430. zachowała się późnoromańska przegroda chórowa, do której dodano w XV wieku zespół figur. Okna prezbiterium zdobią późnogotyckie witraże, zachowane niemal w komplecie (1600 szyb) stanowią największy zespół witraży we wschodnich Niemczech. Wykonane zostały w latach 1425–1470
- kościół Mariacki (St. Marien) – gotycki z XV wieku powstały na miejscu dawnego późnoromańskiego, z którego zachowała się częściowo fasada. Wewnątrz m.in. późnogotycka krata oddzielająca chór od korpusu nawowego z figurami apostołów i sceną koronacji NMP, stalle z 1508, ołtarz główne w kształcie tryptyku z 1471. Po reformacji, kiedy kościół przejęła gmina ewangelicka powstał zespół renesansowych, manierystycznych i barokowych epitafiów i nagrobków
- kościół Św. Piotra (Petrikirche) – gotycka 3 nawowa hala z XV w. Wewnątrz m.in. krucyfiks i przegroda chórowa z płaskorzeźbami z XIV w. Ołtarz główny tworzą dwa tryptyki ustawione jeden na drugim, z XIV w. (część dolna) i XV w. (część górna)
- Kościół Św. Jakuba (Jacobikirche) – gotycki, z 1340–1477 w formie trójnawowej hali, powstały na miejscu starszego. Wystrój tworzą m.in. stalle z 1470, witraże z XV w., oraz manierystyczne dzieła Hansa Hackego z Werben – ołtarz główny i ambona
- kilka kamienic o konstrukcji ryglowej przy ul. Weber-, Rohr-, Ucht- oraz Winckelmann Straße.

### Muzea
- dom Winkelmanna (Winckelmann-Museum) – w domu rodzinnym historyka sztuki
- Muzeum Straży Pożarnej (Landesfeuerwehrmuseum)
- Muzeum Starej Marchii (Altmärkische Museum)

## Gospodarka
W mieście rozwinął się przemysł maszynowy, metalowy, petrochemiczny oraz spożywczy. Ponadto w mieście znajdują się zakłady naprawcze taboru kolejowego.

## Współpraca
Miejscowości partnerskie:
- Grenoble, Francja
- Lemgo, Nadrenia Północna-Westfalia
- Puławy, Polska
- Svitavy, Czechy